# Ginès Liron
Ginès Liron (Rive-de-Gier, 13 marzo 1935) è un ex calciatore francese, di ruolo attaccante.

## Palmarès

### Competizioni nazionali
- Coppa di Francia: 1

Saint-Étienne: 1961-1962
- Coppa Charles Drago: 2

Sochaux: 1963, 1964